# 崔真娜
崔真娜（英語：Gina Choe），美籍韓國人，最廣為人知是在全美超級模特兒新秀大賽第六季的其中一名參賽者。

## 全美超級模特兒新秀大賽
Gina是ANTM第二位亞洲人參賽者，首位為第二季的白人與日本人混血兒April。Gina比賽前任翻譯員。賽前大熱，但是表現不太理想。比賽期間和參賽者Danielle很友好，比賽期間常常被另一名擁有多國血統的Jade針對。Gina的表情和pose沒有改善，Ep4「隨落童話」的相片和Kari進入bottom2，但沒有被淘汰；最後在Ep5「未來職業」的相片和Brooke進入bottom2被淘汰。在Ep5 Gina被前任評判之一的Janice問眾多女孩之中誰最討厭？Gina就回答是Jade，但給Janice批評，其後在該集被淘汰。